# Bornemisza Pál (etnográfus)
Kászoni báró Bornemisza Pál (Marosszentgyörgy, 1853. szeptember 6. – Boroszló, 1909. március 20.) néprajzkutató, Afrika-kutató, a kászoni Bornemisza család sarja.

## Élete
Bornemisza József báró és Gaál Szidónia elsőszülött gyermeke. Az 1880-as évektől kezdődően többször Dél- és Kelet-Afrikába utazott, a Kilimandzsáró déli lejtőinek vidékéről sok etnográfiai és zoológiai tárgyat gyűjtött, melyeket aztán a Nemzeti Múzeumnak és részben a British Museum részére küldött meg. 1906-ban komolyan megbetegedett, majd gyógyulásának reményében végleg felhagyott afrikai utazásaival.

## Családja
1882-ben nősült, Schossberger Ottília bárónőt (1863–1936) vette nőül, két leányuk született:
- Ottília, férje: Rényi József
- Henrietta, férje: Perzedeczky János

Később Bornemisza báró és Schossberger bárónő elváltak.